# ليونارد وولي
السير تشارليز ليونارد وولي وهو عالم آثار بريطاني ولد في 17 أبريل في لندن في بريطانيا العظمى وقد كان أمينا مساعدا لمتحف الأشموليان في أكسفورد (1905 - 1907) وقد استمد خبرته من عمله بيوهن في السودان (1907 - 1911)و قد توجهت اهتماماته نحو الشرق الأوسط حيث قام بالاشتراك في تنظيف مدينة كركميش (1912- 1914) كما قام بفحص الآثار الموجودة في على سطح الأرض في سيناء وينسب لهذا العالم اكتشاف مدينة أور الأثرية في جنوب العراق بين عامي 1922 - 1924 وذلك بعد قضاء موسمين من العمل في تل العمارنة لحساب جمعية الآثار البريطانية وجامعة بنسلفانيا وهو مكتشف قبر الملكة بوابي وقد كشف عن عدد من المباني الدينية بالقرب من الزقورات والتي تبرز سمات عديدة للعمارة السومرية والتي لم تكن معروفة حتى ذلك التاريخ وعثر على عدد من المقابر الملكية المشهورة بالجواهر والأشياء البديعة خاصة في عصر بداية الأسرة الثالثة (حوالي 2500 ق .م) وقد نجح وولي في استخلاص هذه الأشياء وترميمها في وقت لم تكن فيه الأساليب الفنية والأجهزة الحديثة ميسرة ونظف حيا سكنيا بالمدينة وهو يبين بمساعدة الآلف من النقوس المسمارية التي عثر عليها على الحياة اليومية للسومريين وخلفائهم وقد دفعت الاكتشافات التي قام بها وولي في أور إلى زيادة الاهتمام بآثار بلاد الرافدين وتاريخها ولغرض الكشف عن العلاقة بين جزر إيجة وقبرص وبلاد الإغريق وحضارات بلاد وادي الرافدين دفعته للعمل في الميناء البحري السوري المينا عام 1936 وتل عطشانة خلال 1937 - 1939 - 1946 - 1949 ورغم أنه لم ينجح إلا نجاحا جزئيا في تتبع التأثيرات التجارية والحضارية إلا أنه كشف عن أدلة عن مملكة صغيرة ازدهرت بالقرب من حلب في القرنين الثامن عشر والخامس عشر قبل الميلاد.

## وصلات خارجية
- ليونارد وولي على موقع الموسوعة البريطانية (الإنجليزية)
- ليونارد وولي على موقع مونزينجر (الألمانية)